# Josephine Peary

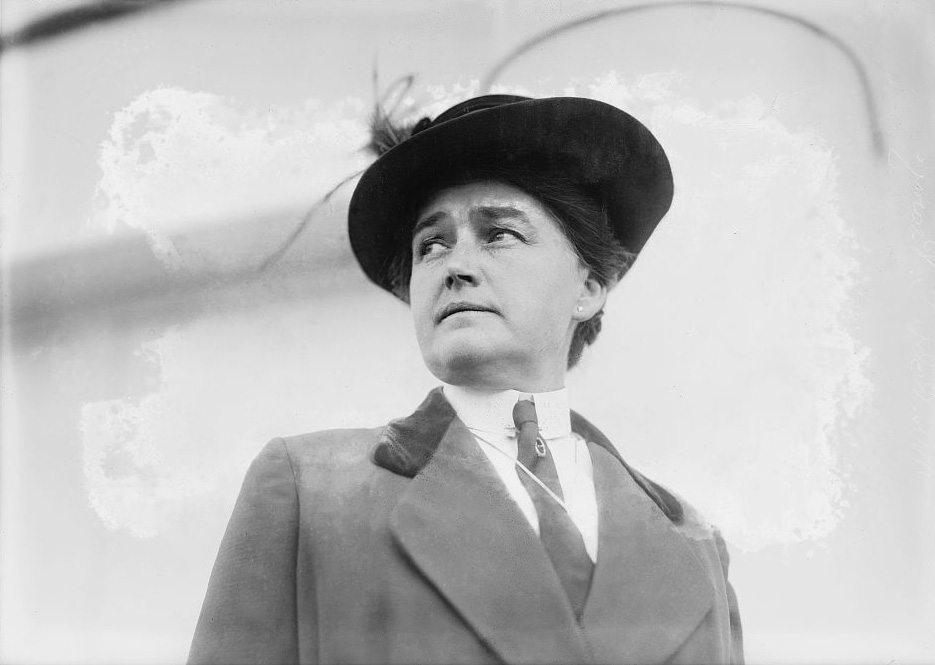
Josephine Peary kring 1913

Josephine Cecilia Diebitsch Peary, född 22 maj 1863 i Prince George's County i Maryland, död 19 december 1955, var en amerikansk författare och upptäcktsresande i Arktis.  
1885 mötte hon Robert Peary på en danskurs, och de gifte sig 1888. Hon deltog i Roberts expeditioner till Grönland 1891-1892 och 1893, och vid den senare födde hon dottern Marie Ahnighto. Inuiterna som såg den bleka flickan kallade henne "Snow Baby", och det namnet användes även av den amerikanska allmänheten, som uppmärksammade händelsen. Namnet Ahnighto fick Marie efter den kvinna som sydde hennes första pälsdräkt. 
Efter dessa expeditioner ville Robert inte längre att Josephine skulle vara med, men 1899 hade hon fått nog av att vänta hemma i USA, och reste till Grönland för att söka upp sin man. Hon upptäckte då att han bildat familj med en inuit, och blev rasande. Hon försökte resa hem, men skeppet frös fast i isen, och hon tvingades övervintra på Grönland. Denna historia filmatiserades av Isabel Coixet i filmen Nobody Wants the Night (2015). 
Redan 1893 publicerades hennes dagbok från den första resan till Antarktis, My Arctic Journal, där livet på Grönland skildras från kvinnors perspektiv. 1901 kom barnboken The Snow Baby, som 1903 fick en uppföljare i Children of the Arctic. Båda böckerna handlar om dottern Marie. 
1955 tilldelades hon Medal of Achievement av National Geographic Society.